# Чиуауа
Чиуа́уа (исп. Chihuahua; испанское произношение: [tʃiˈwawa]), полное официальное название: Свободный и Суверенный Штат Чиуауа (исп. Estado Libre y Soberano de Chihuahua) — штат на севере Мексики, граничащий с американскими штатами Нью-Мексико и Техас. Первый по площади (247 087 км²) штат Мексики. Население — 3 406 465 чел. (по данным на 2010). Административный центр штата — город Чиуауа. В административном отношении подразделяется на 67 муниципалитетов.

## Этимология
Штат получил название от своей столицы, города Чиуауа. Считается, что название Чиуауа произошло из языка науа, но его точное значение не известно. Основные гипотезы — сухое место или между двух рек.

## География

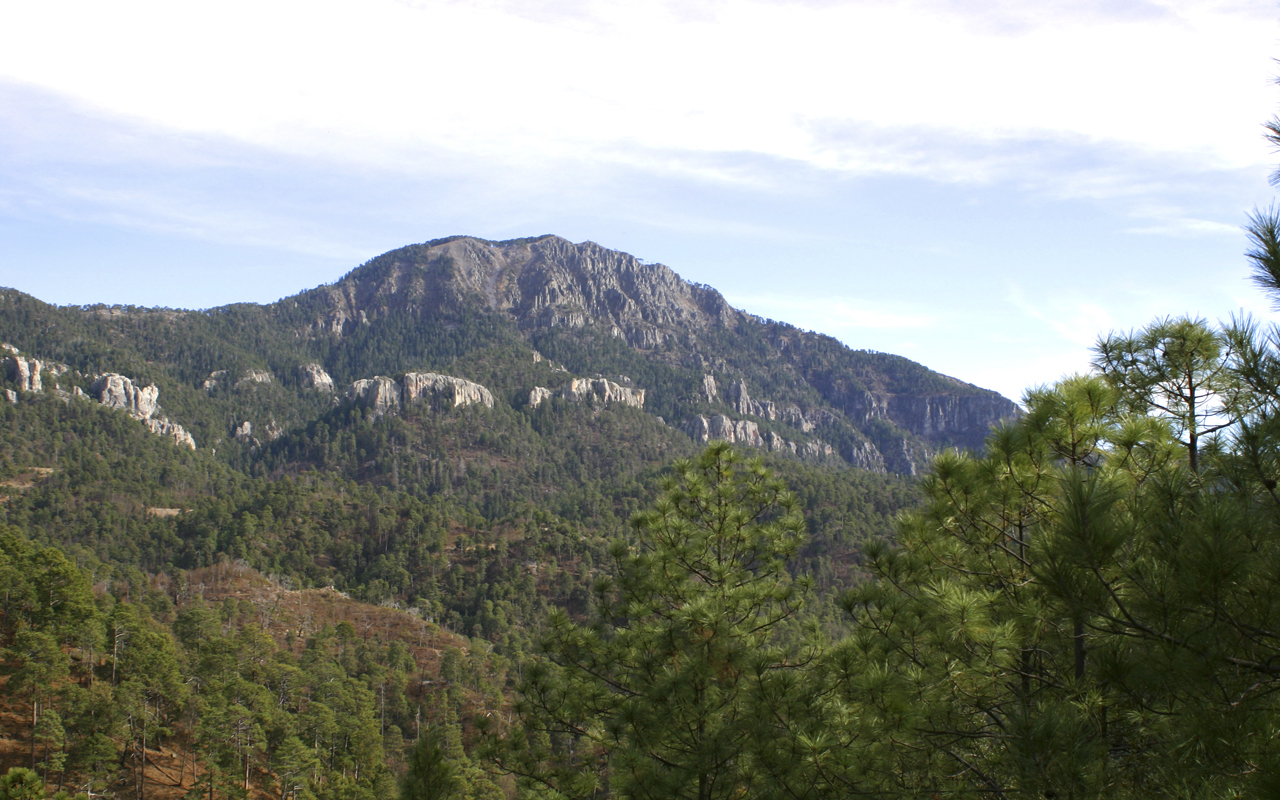
Серро-Моинора

Чиуауа — самый большой по площади штат страны, занимает почти 12,6 % от общей территории Мексики. Граничит со штатами: Сонора (на западе), Синалоа (на юго-западе), Дуранго (на юге) и Коауила (на востоке); а также со штатами США: Техас (на северо-востоке) и Нью-Мексико (на севере). Геологически территория штата делится на 3 основных региона, с запада на восток: горы, равнины-долины и пустыня. Разнообразие геологических регионов служат причиной большого разнообразия климата штата и его экосистем.
Главный горный хребет штата — Сьерра-Мадре Западная, достигает высоты в 3300 м (гора Серро-Моинора). Горы занимают около трети площади Чиуауа, климат в горах зависит от высоты над уровнем моря. Склоны гор покрыты хвойными лесами, здесь произрастают различные виды сосны, дуб, пихта, фикус, ипомея, акация и др. На более низких высотах преобладает степная растительность и кустарники. Типичные представители фауны гор: мексиканская лисья белка, антилоповый заяц, ошейниковый пекари, енот-полоскун, мексиканский скунс, белохвостый олень, кабан, чернохвостый олень, американский бизон, пума и др.

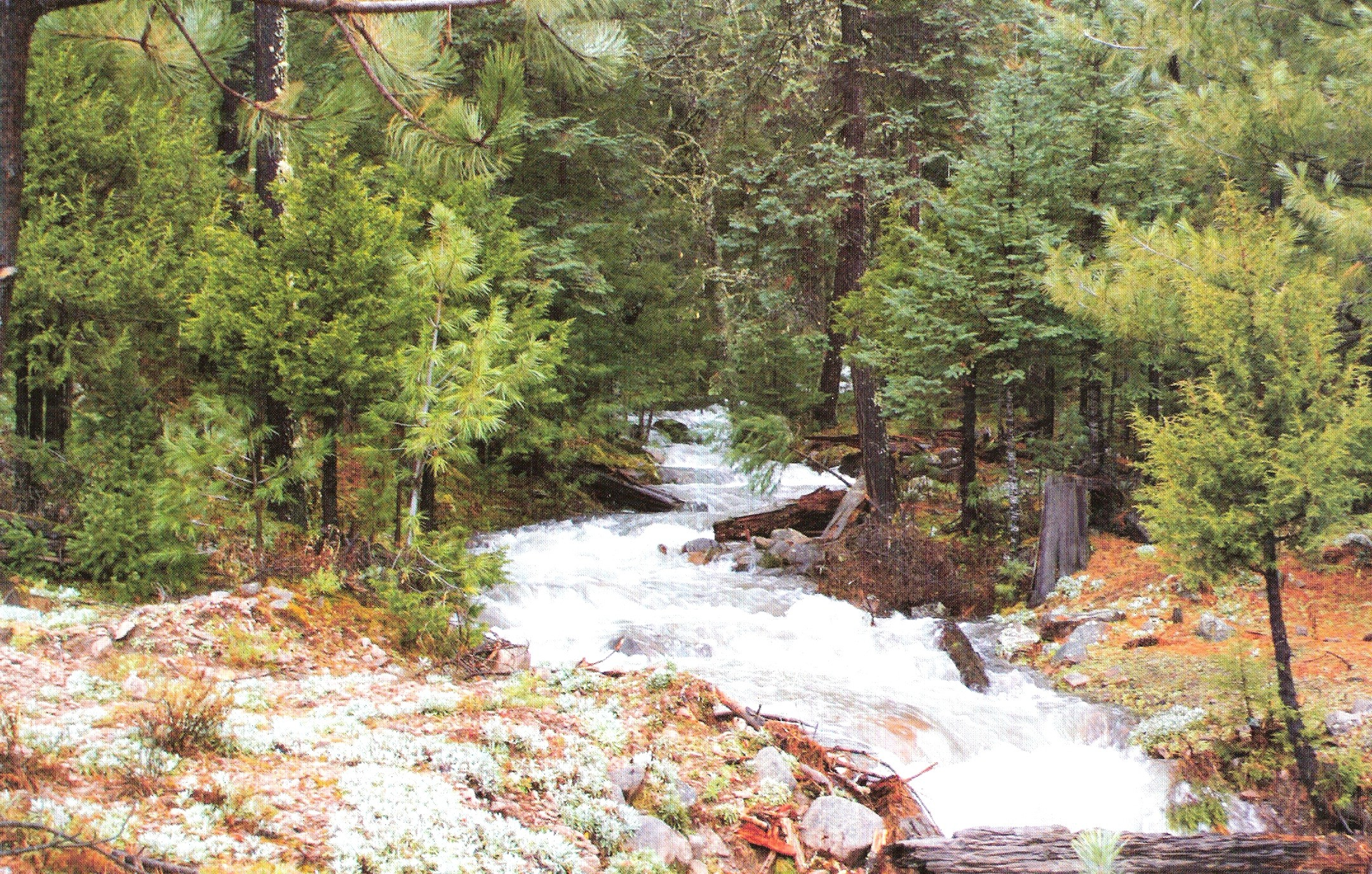
Горы вблизи города Гуадалупе и Кальво

Равнины и предгорья Сьерра-Мадре составляют местность, известную как Мексиканское нагорье. Данный регион имеет степной климат, что служит переходной зоной между горами на западе и пустыней на востоке. Степи — наиболее важный сельскохозяйственный регион и наиболее густонаселённая территория.
Пустыни занимают также около трети территории штата. Пустыня Чиуауа продолжается на территории соседнего штата Коауила, а также по другую сторону границы, на территории американских штатов Техас и Нью-Мексико. Пустыни — относительно плоская территория с несколькими небольшими горными хребтами, протянувшимися с севера на юг. Климат южной части пустынь немного прохладней чем северной из-за более высокого положения.
Согласно данным Всемирного фонда дикой природы, пустыни Чиуауа отличаются наибольшим биологическим разнообразием среди пустынь мира. Местная флора включает в себя: агаву, ларрею, юкку, кактусы лофофора, опунцию, эхиноцереус, гилоцереус, злаковые растения и др. Типичная фауна пустынь: степной кролик, чернохвостый заяц, кактусовый хомячок, мексиканский скунс, американская лисица, белогорлый лесной хомяк, бледный гладконос, койот.
Главная река штата — Рио-Кончос — приток Рио-Гранде, течёт через значительную часть штата с юго-запада на северо-восток.

## Население
| Изменение численности населения |                  |
| Год                             | Население (чел.) |
| 1930                            | 491 792          |
| 1940                            | 623 944          |
| 1950                            | 846 414          |
| 1960                            | 1 226 793        |
| 1970                            | 1 612 525        |
| 1980                            | 2 005 477        |
| 1990                            | 2 441 873        |
| 2000                            | 3 052 907        |
| 2005                            | 3 241 444        |

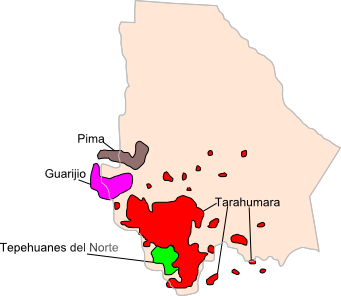
Этнические группы

Согласно переписи 2005 года население штата составляет 3 241 444 человека, делая Чиуауа одиннадцатым самым населённым штатом Мексики. Гендерный состав: 1 610 275 мужчин на 1 631 169 женщин. Средний возраст населения — 25 лет, средняя продолжительность жизни — 75,2 лет (6 место в стране).
В Чиуауа самая низкая в стране плотность населения — около 12 чел./км², население расселено неравномерно. Почти две трети населения сконцентрировано в городах Сьюдад-Хуарес (1 301 452 чел.) и Чиуауа (748 518 чел.). Другие города с населением более 100 тыс. человек: Парраль (101 147 чел.), Сьюдад-Куаутемок (105 725 чел.) и Делисьяс (108 187 чел.). Доля городского населения достигает 76,5 %, делая Чиуауа одним из наиболее урбанизированных штатов страны.
Для штата характерна высокая доля эмиграции, так с 2000 по 2005 год около 50 000 человек эмигрировали из Чиуауа в США. В то же время ещё более высока доля иммиграции в штат из более южных штатов Мексики, а также из стран Центральной Америки. Уроженцы Центральной Америки зачастую находятся здесь нелегально, большинство из них сконцентрировано в городе Сьюдад-Хуарес.
Чиуауа имеет одну из самых высоких в Мексике долю белого населения. Почти 55 % составляют лица испанского, французского, баскского, итальянского, немецкого, голландского происхождения. Остальное население — метисы, доля индейцев невелика, всего около 5 % от населения штата. Крупнейший индейский народ штата — тараумара, проживает на значительной территории Сьерра-Мадре Западная. Также, здесь проживает некоторое количество индейцев пима, главным образом в окрестностях городка Темосачи.
Католики составляют 84,6 % населения Чиуауа, доля протестантов — 7,1 %.

## Административное деление

Административная карта штата Чиуауа

В административном отношении делится на 67 муниципалитетов.
Самым большим по площади является муниципалитет Аумада (11457 км²), а самым маленьким — Санта-Барбара (346 км²). Самым многочисленным, по данным переписи 2010 года, является Хуарес (1 332 131 человек), а самым малочисленным — Уэхотитан (1049 человек).

## Образование

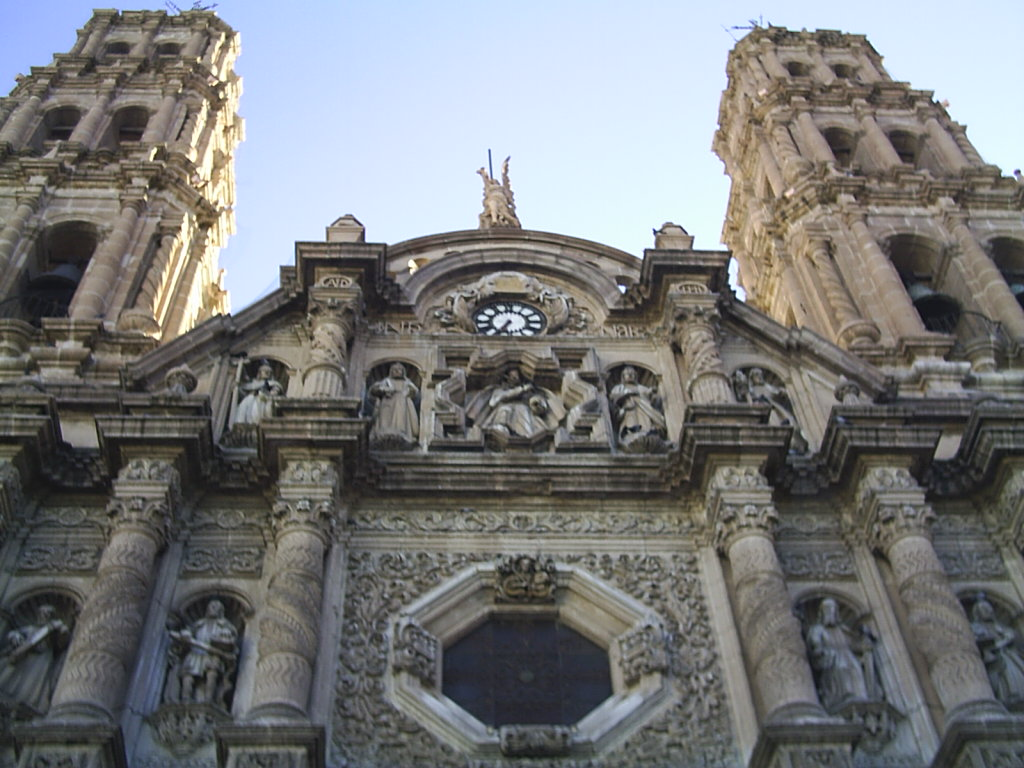
Собор в городе Чиуауа

Согласно данным Национального института статистики и географии Мексики (INEGI), 95,6 % населения штата в возрасте более 15 лет умеют читать и писать по-испански. 97,3 % детей в возрасте от 8 до 14 лет также могут читать и писать по-испански. Примерно 93,5 % населения в возрасте от 6 до 14 лет посещают образовательные учреждения.
Высшие учебные заведения включают:
- Instituto Tecnológico de Chihuahua[es]
- Instituto Tecnológico de Chihuahua II[es]
- Universidad Autónoma de Chihuahua[es]
- Instituto Tecnológico y de Estudios Superiores de Monterrey, Campus Chihuahua[es]
- Universidad La Salle[es]
- Universidad Tecnológica de Chihuahua[es]

## Преступность
В Чиуауа один из самых высоких в западном полушарии уровень убийств: 134 на 100 000 человек. В последнее время Сьюдад-Хуарес служит местом наиболее жестоких в Мексике столкновений между наркокартелями.